# Amastris pseudomaculata
Amastris pseudomaculata är en insektsart som beskrevs av Broomfield 1976. Amastris pseudomaculata ingår i släktet Amastris och familjen hornstritar. Inga underarter finns listade i Catalogue of Life.